# Ашкенази, Меир
Меир Ашкенази (ивр. מאיר אשכנזי‎, 1891, Чернигов — 25 августа 1954, Бруклин, Нью-Йорк) — раввин Хабада, который занимал пост главного раввина Шанхая с 1926 по 1949 год.

## Ранние годы
Ашкенази родился у Шнеура Залмана и Кайлы (Зислин), хабадских хасидов в Чернигове. Его учили братья и учителя в его родном городе, прежде чем он уехал учиться в Любавичи в ешиву Томхей Тмимим, где он проучился год, несмотря на то, что заразился брюшным тифом. Он получил смиху от раввина Цви Тумаркина и от раввина Хаима Соловейчика, городского раввина и своего будущего тестя. В 1914 году он обручился с Тойбой Либой Соловейчик, но свадьба была отложена из-за его призыва в русскую армию во время Первой мировой войны.

## Служба раввином

### Владивосток
Он был назначен раввином Владивостока. В 1919 году будущий тесть Меира бежал в Харбин в Маньчжурии от коммунистического режима. Ашкенази женился на Соловейчик в Харбине, а затем вернулся во Владивосток, где продолжал служить раввином до 1926 года.

### Шанхай
В 1926 году с помощью еврейской коммунистической молодёжи, которую он принимал у себя дома, он получил выездные визы для выезда из Советского Союза в Соединённые Штаты Америки. Он планировал принять должность в Бостоне. По пути в Америку он проезжал через Шанхай, Китай, где жители еврейской общины просили, чтобы он остался там и был назначен раввином. По указанию своего раввина, раввина Йосефа-Ицхака Шнеерсона, он принял предложение и стал главным раввином Шанхая.
В 1927 году он призвал к созданию большего пространства для существующей синагоги Охель Моше. Сегодня синагога является Шанхайским музеем еврейских беженцев, где есть выставка, посвящённая жизни Ашкенази и его пребыванию на посту главного раввина.
В 1934 году его родители привезли его сына Моше в Израиль для обучения в ешивах Торас Эмес в Шикун Хабад.
В 1939 году раввин Ашкенази помог создать Талмуд-Тору для еврейских детей. К 1941 году в ней было 120 учащихся, а наибольшее количество — 300. Он также основал ешиву кетана, которую возглавил его зять, раввин Гершель Милнер.
Во время Холокоста Ашкенази помогал тысячам евреев, спасавшихся от нацистов и прибывших в Шанхай в качестве беженцев. Он также помог организовать свадьбы для учащихся ешивы, которые обручились во время своего пребывания в Шанхае. Ашкенази также собирал средства для ешив, и распределял средства из других источников.
В 1949 году, после того как большинство беженцев покинули Шанхай и еврейская община сократилась, Ашкенази переехал в Краун-Хайтс, Бруклин.

## Смерть
Ашкенази умер в 1954 году и похоронен на кладбище Монтефиоре в Куинсе, Нью-Йорк.